# Берёзкин, Николай Михайлович
Николай Михайлович Берёзкин (1914 — ?) — советский футболист, нападающий.

## Карьера
За свою карьеру Березкин успел поиграть за ЦДКА и «Динамо» (Иваново). Первый матч в чемпионате СССР сыграл 24 сентября 1938 года против киевского «Локомотива». В 1939 году покинул команду мастеров и перешёл в фарм-клуб ЦДКА.
После войны играл 2 года в дивизионе «Б» за «Динамо» из Иваново. Позже эта команда была переименована в «Красное Знамя». В 1949 году выступал за другой ивановский коллектив «Спартак». Дальнейшая карьеры футболиста неизвестна.